# 深山铁角蕨
深山铁角蕨（学名：Asplenium adiantum-nigrum）为铁角蕨科铁角蕨属下的一个种。

## 扩展阅读
- 維基物種上的相關：深山铁角蕨